# Johann Christoph Manskirsch
Johann Christoph Manskirsch (teilweise auch Manskirch) (* 26. März 1689 in Roermond; † 9. Oktober 1760 in Bonn) war ein Bildhauer des Barock. Unter Kurfürst Clemens August I. von Bayern war er Hofbildhauer.

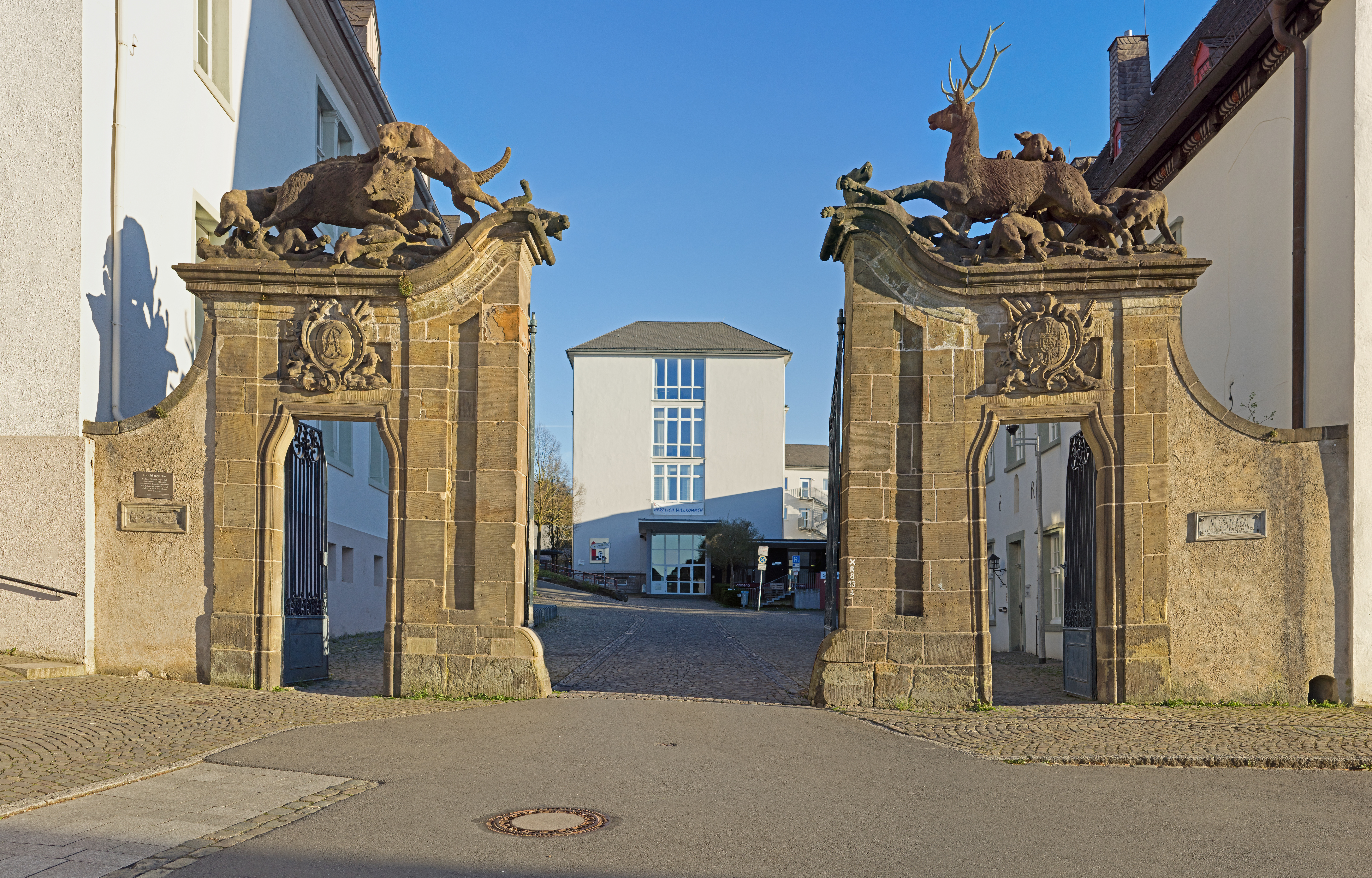
Hirschberger Tor

Manskirch stammte aus einer bekannten Künstlerfamilie, die insbesondere für die rheinischen Kurfürsten arbeitete. Sein Bruder war der Maler Jakob Manskirsch.
Johann Christoph ist als Künstler ab 1715 nachweisbar, als er für den Hof von Baden-Durlach tätig war. Durch Johann Conrad Schlaun kam Manskirsch an den Hof der Kölner Kurfürsten in Bonn. Später siedelte Manskirsch nach Münster über. Als Hofbildhauer von Clemens August I. war er im Rheinland und insbesondere in Westfalen vielfältig tätig. Besonders hervorgetan hat er sich mit der Ausstattung von Schloss Clemenswerth. Die Jagdszenen des Hirschberger Tores wurden von ihm 1753 geschaffen. Auch an der Ausschmückung des Erbdrostenhofes in Münster und von Haus Rüschhaus in Nienberge bei Münster war Manskirch beteiligt. Auch in der Abtei Bad Iburg, dem St.-Paulus-Dom in Münster sowie der Gymnasialkirche zu Meppen war er tätig. Von ihm stammen auch Kindergruppen, welche die Jahreszeiten verkörpern, am Schloss Ahaus.